# Alchemilla heptagona
Alchemilla heptagona é uma espécie de rosácea do gênero Alchemilla, pertencente à família Rosaceae.